# XVII Concílio de Toledo
Concílio de bispos do reino Visigodo, celebrado em Toledo no ano 694.
Insatisfeito o rei Égica com as decisões do XVI Concílio de Toledo contra os judeus e da falta de entusiasmo dos bispos, convocou um novo que se iniciou a 9 de novembro na Igreja de Santa Leocádia, sem que se tenha podido estabelecer quantos bispos assistiram.

## Motivações

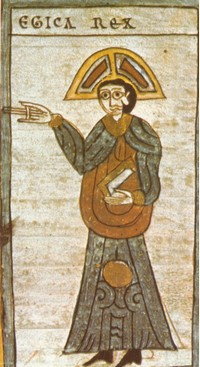
O rei visigodo Égica convoca novo Concílio em Toledo, em 694, visando leis que permitiam escravizar judeus.

O rei justificou a convocação sobre a base de uma conspiração dos judeus contra os reis de todo o mundo, e inclusive assegurou que nalguns territórios os judeus se tinham rebelado e posto de acordo com os judeus marroquinos para fazer de Espanha um estado hebraico.
O rei indicou que sabia por confissões de judeus convertidos que os hebreus hispânicos tinham conspirado com os de outros lugares para se rebelarem juntos contra os cristãos. Égica aludia a sua piedade para com os judeus e exibia como prova que lhes tinha permitido conservar seus escravos cristãos se eles se convertessem ao cristianismo. Assegurava que os judeus convertidos tinham continuado suas crenças secretamente, e propunha-se terminar com isso convertendo-os em escravos, excepto na Narbonense, onde a epidemia de cólera que assolava a província tinha provocado uma descida alarmante de população e onde os judeus só seriam condenados a entregar suas propriedades ao dux.

## Disposições religiosas
Os bispos confirmaram o dito pelo rei e em seu nome ordenaram que os judeus fossem desempossados de todas suas propriedades e convertidos em escravos com suas mulheres e filhos. Daí em diante, não poderiam ser alforriados nem, em condição de escravos, permitir-se-lhes-ia praticar sua religião. Os escravos cristãos dos judeus seriam libertados e o rei designaria alguns desses escravos cristãos para que recebessem os judeus escravizados, com a condição de que pagassem os impostos que dantes pagavam os israelitas, incluído o imposto especial sobre os judeus. Os judeus perderiam a custódia de seus filhos, que seriam dados a educar em famílias cristãs.
Citaram-se algumas irregularidades dos sacerdotes: cobrar por baptizar e por administrar o crisma em dito acto e na confirmação e promoções de cargos.

## Disposições políticas
Na linha das decisões políticas, uma parte fundamental dos concílios, declarou-se o anátema sobre aqueles que após morto Égica ofendesse a sua viúva ou seus filhos, dando-se uma detalhada lista de ofensas. E solicitavam-se orações pelo bem-estar do rei e da família real em todas as igrejas catedrais do reino, em todos os dias do ano excepto na Sexta-feira Santa.